# Brian Binnie
Pour les articles homonymes, voir Binnie.
William Brian Binnie (né le 26 avril 1953 à West Lafayette, en Indiana, et mort 15 septembre 2022) est devenu le second astronaute à atteindre 100 km d'altitude à bord d'un avion-fusée privé, le SpaceShipOne, le 4 octobre 2004 dans le cadre de l'Ansari X Prize.